# All India Football Federation
Die All India Football Federation (AIFF) ist der Fußballverband der Republik Indien. Der Verband wurde am 23. Juni 1937 in Shimla bei einem Treffen durch Vertreter von sechs Fußballverbänden gegründet. Gründungsmitglieder waren die Fußballverbände Westbengalens, der damaligen United Provinces (heutiges Uttar Pradesh und Uttarakhand), Bihars, Delhis, Mysores, der Army Sports Control Board, Nordwestindiens und der Präsidentschaft Bombay. Der AIFF gehören derzeit 33 Staatsverbände aus ganz Indien an.
Die AIFF richtet mehrere Meisterschaften in Indien aus, darunter die I-League und bis 2007 deren Vorgänger die National Football League und des Federation Cups. Weiterhin organisiert die AIFF die Nationalmannschaften der Herren und der der Frauen sowie deren Nachwuchsmannschaften.
Ein Jahr nach der Unabhängigkeit Indiens wurde die AIFF Mitglied des Weltverbandes FIFA. 1954 war man Gründungsmitglied der Asian Football Confederation (AFC). Auf regionaler Ebene ist der Verband Mitglied der South Asian Football Federation.
Nachdem das oberste indische Gericht im Mai 2022 die AIFF aufgelöst und die Leitung einem dreiköpfigen Komitee übertragen hatte, wurde die Mitgliedschaft Indiens am 15. August 2022 wegen „unzulässiger Einflussnahme Dritter“ vorläufig von der FIFA suspendiert.